# New Harbour
New Harbour är en ort i Kanada.   Den ligger i provinsen Newfoundland och Labrador, i den östra delen av landet, 1 700 km öster om huvudstaden Ottawa. New Harbour ligger 23 meter över havet och antalet invånare är 1 500.
Terrängen runt New Harbour är platt. Havet är nära New Harbour västerut. Runt New Harbour är det glesbefolkat, med 10 invånare per kvadratkilometer.. New Harbour är det största samhället i trakten. 
I omgivningarna runt New Harbour växer i huvudsak blandskog.